# Vera Ignatyevna Mukhina

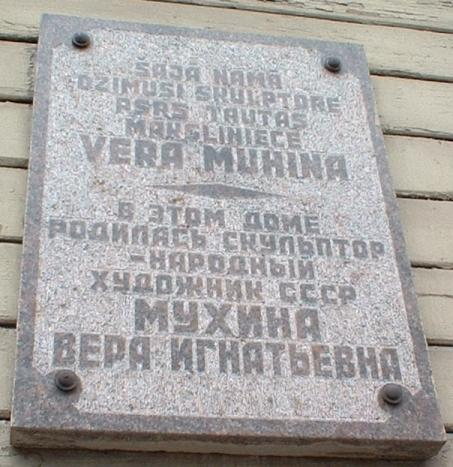
Memorial plaque in Riga, Turgeneva 23/25

Vera Ignatyevna Mukhina (tiếng Nga: Вера Игнатьевна Мухина; 1 tháng 7 năm 1889 [lc - 19 tháng 6] tại Riga — 6 tháng 10 năm 1953 tại Moskva) là một nhà điêu khắc nữ nổi tiếng của Liên Xô.

## Cuộc đời
Bà sinh ra tại Riga trong một gia đình thương gia giàu có, sống tại số nhà 23-25 phố Turgeneva. Sau đó bà lên sống tại Moskva, học tại nhiều trường nghệ thuật tư thục, trong đó có trường Konstantin Yuon và Ilya Mashkov.
Năm 1912 bà sang Paris, học tại Viện Académie de la Grande Chaumière, được Emile-Antoine Bourdelle dạy. Rồi bà lại sang Italia để nghiên cứu nghệ thuật và điêu khắc của thời kỳ Phục Hưng.
Năm 1914, Thế chiến I bùng nổ. Mukhina trở về Moskva làm y tá trong bệnh viện. Tại đây, bà đã gặp người chồng tương lai - bác sĩ phẫu thuật Alexei Zamkov, một người có nguồn gốc quý tộc. Năm 1918, bà kết hôn với Alexei Zamkov và sinh con trai năm 1920. Gia đình bà đã trải qua giai đoạn rất nhiều biến động ở Nga sau Cách mạng tháng Mười.
Cả hai vợ chồng bà đều có cá tính mạnh mẽ, nghề nghiệp đều không được coi là thuộc lĩnh vực cơ bản lúc đó. Mukhina tiếp tục hoạt động nghệ thuật, dù gặp những rắc rối ngoài lĩnh vực này nhưng tài năng nghệ thuật của bà vẫn được khẳng định.
Năm 1930, quá mệt mỏi vì sự đố kị, ganh ghét của một số người, vợ chồng bà đã định ra nước ngoài sinh sống nhưng không thành. Thời điểm đó, quyết định ra nước ngoài của họ bị xem là trọng tội, nhưng vì tài năng của Mukhina nên vợ chồng bà chỉ bị buộc phải đi Voronezh (miền Nam nước Nga) trong 3 năm.
Mukhina tiếp tục sáng tác nghệ thuật. Nhờ tác phẩm để đời Công nhân và nữ nông trang viên được tham gia triển lãm toàn thế giới ở Paris năm 1937 và sau đó trở thành biểu tượng của hãng Mosfilm, tên tuổi của bà được cả thế giới biết đến. Cuộc sống của bà từ đó cũng đỡ long đong vất vả hơn. Nhờ những thành tích trong nghệ thuật, bà được tặng huân chương. Bà dạy học trong trường Hội họa, điêu khắc một thời gian rồi chuyển về làm tại xưởng thử nghiệm của nhà máy sứ Leningrad.
Bà mất ngày 6 tháng 10 năm 1953 ở tuổi 64.

## Tác phẩm
Các bức tượng của Mukhina thường mang dáng vẻ đồ sộ, có phần nặng nề nhưng tràn đầy sức sống và có sức cuốn hút. Những tác phẩm đó rất hợp với thần thái toát ra từ khẩu hiệu của Liên Xô thời kỳ đó như: "Chúng ta sẽ xây dựng (Chủ nghĩa xã hội)", "Chúng ta sẽ đuổi kịp và vượt qua (Mỹ)", "Chúng ta sẽ hoàn thành kế hoạch (5 năm, 10 năm)".
Mukhina thích sáng tác theo mẫu vật. Những bức tượng chân dung chồng và bạn bè bà tuy có giá trị nghệ thuật nhưng ít được biết đến do không phải là biểu tượng của thời đại khi bà sống.
Tác phẩm nổi tiếng nhất của bà là Công nhân và nữ nông trang viên cầm búa và lưỡi liềm, cao 24,3 mét và nặng 75 tấn. Bức tượng đã trở thành niềm tự hào của Liên Xô.
Vera có ảnh hưởng khá lớn trong lĩnh vực nghệ thuật Liên Xô đương thời, vì vậy bà đã thuyết phục được các quan chức Liên Xô vào cuối những năm 1940 không dỡ bỏ Tượng đài Tự do ở Riga để thay bằng tượng Joseph Stalin.

## Chú dẫn
1. 1 2 3 4 5  Theo Trần Quang Vinh, tài liệu đã dẫn